# 요괴도중기
요괴도중기(妖怪道中記)는 남코가 1987년에 발매한 아케이드 플랫폼 게임이다. 남코 시스템 1 기판으로 개발된 남코 최초의 16비트 아케이드 게임이었다.

## 반응
패미컴 버전에 대해서 패미통은 40점 만점에 30점을 매겼다.